# Lituânia nos Jogos Olímpicos de Verão de 2012
A Lituânia competiu nos Jogos Olímpicos de Verão de 2012, que aconteceram na cidade de Londres, no Reino Unido, de 27 de 
julho até 12 de agosto de 2012.

## Medalhistas
| Atleta             | Esporte          | Evento               | Medalha |
| ------------------ | ---------------- | -------------------- | ------- |
| Rūta Meilutytė     | Natação          | 100 m peito feminino | Ouro    |
| Laura Asadauskaitė | Pentatlo moderno | individual           | Ouro    |

## Desempenho

### Atletismo
Masculino
| Atleta          | Evento          | Preliminar | Preliminar | Quartas-de-final | Quartas-de-final | Semifinal | Semifinal | Final       | Final       |
| Atleta          | Evento          | Marca      | Posição    | Marca            | Posição          | Marca     | Posição   | Marca       | Posição     |
| --------------- | --------------- | ---------- | ---------- | ---------------- | ---------------- | --------- | --------- | ----------- | ----------- |
| Raivydas Stanys | Salto em altura | 2,16m      | 27º        |                  |                  |           |           | Não avançou | Não avançou |

### Natação
Masculino
| Atleta              | Evento      | Eliminatórias | Eliminatórias | Semifinal   | Semifinal   | Final       | Final       |
| Atleta              | Evento      | Tempo         | Posição       | Tempo       | Posição     | Tempo       | Posição     |
| ------------------- | ----------- | ------------- | ------------- | ----------- | ----------- | ----------- | ----------- |
| Mindaugas Sadauskas | 100 m livre | 49s78         | 28º           | Não avançou | Não avançou | Não avançou | Não avançou |

Feminino
| Atletas        | Evento      | Eliminatórias | Eliminatórias | Semifinal   | Semifinal   | Final       | Final       |
| Atletas        | Evento      | Tempo         | Posição       | Tempo       | Posição     | Tempo       | Posição     |
| -------------- | ----------- | ------------- | ------------- | ----------- | ----------- | ----------- | ----------- |
| Rūta Meilutytė | 100 m livre | 56s33         | 29º           | Não avançou | Não avançou | Não avançou | Não avançou |
| Rūta Meilutytė | 100 m peito | 1min05s56 Q   | 1º            | 1min05s21 Q | 1º          | 1min05s47   |             |

### Remo
Masculino
| Equipe                             | Evento        | Eliminatórias | Eliminatórias | Repescagem | Repescagem | Quartas | Quartas  | Semifinal | Semifinal | Final   | Final                |
| Equipe                             | Evento        | Tempo         | Posição       | Tempo      | Posição    | Tempo   | Posição  | Tempo     | Posição   | Tempo   | Posição (Pos. final) |
| ---------------------------------- | ------------- | ------------- | ------------- | ---------- | ---------- | ------- | -------- | --------- | --------- | ------- | -------------------- |
| Mindaugas Griskonis                | Skiff simples | 6m46s56       | 4º R          | 7m00s19    | 1º Q       | 7m00s80 | 3º S A/B | 7m31s72   | 5º FB     | 7m15s32 | 2º (8º)              |
| Rolandas Maščinskas Saulius Ritter | Skiff duplo   | 6m17s78       | 2º S          | BYE        | BYE        |         |          | 6m21s62   | 2º FA     | 6m42s69 | 6º (6º)              |

Legenda
| Recorde mundial      | Recorde mundial (World record)               |                       | Recorde africano                      | Recorde africano (African) |                                           | Q | Classificado por posição (Qualified) |
| Recorde olímpico     | Recorde olímpico (Olympic record)            | Recorde da América    | Recorde da América (Americas)         | q                          | Classificado por melhor tempo (Qualified) |   |                                      |
| Melhor marca do ano  | Melhor marca do ano (World leading)          | Recorde asiático      | Recorde asiático (Asian)              | DNS                        | Não largou (Did not start)                |   |                                      |
| Recorde nacional     | Recorde nacional (National record)           | Recorde europeu       | Recorde europeu (European)            | DNF                        | Não terminou (Did not finish)             |   |                                      |
| Recorde pessoal      | Recorde pessoal do atleta (Personal best)    | Recorde da Oceania    | Recorde da Oceania (Oceania)          | DSQ / DQ                   | Desclassificado (Disqualified)            |   |                                      |
| Recorde da temporada | Recorde da temporada do atleta (Season best) | Recorde sul-americano | Recorde sul-americano (South America) | NM                         | Sem marca (No mark)                       |   |                                      |

| S | Classificado(a) para as semifinais |    |                        | FA | Final A (disputa de medalhas) |  |  | FD | Final D (sem medalhas) |
| Q | Classificado(a) para as quartas    | FB | Final B (sem medalhas) | FE | Final E (sem medalhas)        |  |  |    |                        |
| R | Classificado(a) para a repescagem  | FC | Final C (sem medalhas) | FF | Final F (sem medalhas)        |  |  |    |                        |